# Willy Wellens
Willy René Josephina Wellens (* 29. März 1954 in Diest) ist ein ehemaliger belgischer Fußballspieler und -trainer.

## Spielerkarriere
Wellens begann seine Karriere bei Lierse SK 1972. Nach zwei Jahren in Lier wechselte er nach Brüssel zum RWD Molenbeek. Wellens wurde mit dem RWD 1975 belgischer Meister und verließ den Verein 1978 in Richtung Standard Lüttich. In seinem Abschiedsjahr 1981 bei den Les Rouches konnte er den belgischen Supercup gewinnen. In diesem Jahr unterschrieb Wellens einen Vertrag beim FC Brügge. In fünf Jahren in Brügge gewann er 1986 den Pokal und den Supercup in Belgien. In diesem Erfolgsjahr wechselte Wellens weiter nach Antwerpen zum Beerschot VAV, konnte aber ab diesem Zeitpunkt keinen Titel mehr erringen. 1989–1990 spielte er ein Jahr beim KV Kortrijk und in der Saison 1990/1991 kehrte er zum RWD Molenbeek zurück. Von 1991 bis 1993 war er bei Cercle Brügge unter Vertrag. In der Saison 1993/1994 ließ Wellens seine Karriere beim KRC Mechelen ausklingen.

## Internationale Spielerkarriere
Wellens nahm an der EM 1980 in Italien teil und wurde mit dem Team Vizeeuropameister. Insgesamt lief er siebenmal für die belgische Nationalmannschaft auf. 

## Trainerkarriere
Wellens übernahm 2004 den Trainerposten beim SWI Harelbeke, wo er bis 2006 blieb. In der Saison 2006/07 trainierte er den belgischen Erstligisten KV Ostende. 

## Erfolge
- 1× Belgischer Meister (1975)
- 1× Belgischer Pokalsieger (1986)
- 2× Belgischer Supercupsieger (1981 und 1986)